# Grand Prix de Plumelec-Morbihan 2016
La 40e édition du Grand Prix de Plumelec-Morbihan a eu lieu le 28 mai 2016. La course fait partie du calendrier UCI Europe Tour 2016 en catégorie 1.1. C'est également la dixième épreuve de la Coupe de France sur route.
L'épreuve a été remportée par le Français Samuel Dumoulin (AG2R La Mondiale) devant le tenant du titre Alexis Vuillermoz (AG2R La Mondiale) et Arthur Vichot (FDJ).
L'Albanais Iltjan Nika (D'Amico Bottecchia) remporte le classement de la montagne tandis que le Français Nans Peters (Équipe de France) remporte le classement des sprints. Pour les autres accessits, David Gaudu (Équipe de France) finit meilleur coureur breton et le Français Pierre Gouault (HP BTP-Auber 93) est élu le coureur le plus combatif.

## Présentation

### Équipes
Classé en catégorie 1.1 de l'UCI Europe Tour, le Grand Prix de Plumelec-Morbihan est par conséquent ouvert aux WorldTeams dans la limite de 50 % des équipes participantes, aux équipes continentales professionnelles, aux équipes continentales et aux équipes nationales.
Dix-sept équipes participent à ce Grand Prix de Plumelec-Morbihan : deux WorldTeams, six équipes continentales professionnelles, huit équipes continentales et une équipe nationale :
| UCI WorldTeams   | UCI WorldTeams | UCI WorldTeams |
| Nom de l'équipe  | Pays           | Code           |
| ---------------- | -------------- | -------------- |
| AG2R La Mondiale | France         | ALM            |
| FDJ              | France         | FDJ            |

| Équipes continentales professionnelles | Équipes continentales professionnelles | Équipes continentales professionnelles |
| Nom de l'équipe                        | Pays                                   | Code                                   |
| -------------------------------------- | -------------------------------------- | -------------------------------------- |
| Caja Rural-Seguros RGA                 | Espagne                                | CJR                                    |
| Cofidis                                | France                                 | COF                                    |
| Delko-Marseille Provence-KTM           | France                                 | DMP                                    |
| Direct Énergie                         | France                                 | DEN                                    |
| Fortuneo-Vital Concept                 | France                                 | FVC                                    |
| Topsport Vlaanderen-Baloise            | Belgique                               | TSV                                    |

| Équipes continentales et nationales   | Équipes continentales et nationales | Équipes continentales et nationales |
| Nom de l'équipe                       | Pays                                | Code                                |
| ------------------------------------- | ----------------------------------- | ----------------------------------- |
| Armée de Terre                        | France                              | ADT                                 |
| D'Amico Bottecchia                    | Italie                              | AZT                                 |
| Differdange-Losch                     | Luxembourg                          | CCD                                 |
| Euskadi Basque Country-Murias         | Espagne                             | EUS                                 |
| Équipe de France                      | France                              | FRA                                 |
| GM Europa Ovini                       | Italie                              | GME                                 |
| HP BTP-Auber 93                       | France                              | AUB                                 |
| Roubaix Métropole européenne de Lille | France                              | RLM                                 |
| Start Vaxes-Partizan                  | Serbie                              | STF                                 |

### Règlement de la course

#### Primes
Les vingt prix sont attribués suivant le barème de l'UCI,. Le total général des prix distribués est de 14 477 €.
| Position | 1er     | 2e      | 3e      | 4e    | 5e    | 6e    | 7e    | 8e    | 9e    | 10e à 20e |
| Prix     | 5 785 € | 2 895 € | 1 445 € | 715 € | 580 € | 433 € | 433 € | 287 € | 287 € | 147 €     |

## Classements

### Classement final
| Classement final | Classement final   | Classement final | Classement final                      | Classement final  |
|                  | Coureur            | Pays             | Équipe                                | Temps             |
| ---------------- | ------------------ | ---------------- | ------------------------------------- | ----------------- |
| 1er              | Samuel Dumoulin    | France           | AG2R La Mondiale                      | en 4 h 25 min 8 s |
| 2e               | Alexis Vuillermoz  | France           | AG2R La Mondiale                      | m.t.              |
| 3e               | Arthur Vichot      | France           | FDJ                                   | m.t.              |
| 4e               | Matthieu Ladagnous | France           | FDJ                                   | m.t.              |
| 5e               | Anthony Turgis     | France           | Cofidis                               | m.t.              |
| 6e               | Julien Antomarchi  | France           | Roubaix Métropole européenne de Lille | m.t.              |
| 7e               | Marco Tizza        | Italie           | D'Amico Bottecchia                    | m.t.              |
| 8e               | Quentin Pacher     | France           | Delko-Marseille Provence-KTM          | m.t.              |
| 9e               | David Gaudu        | France           | Équipe de France                      | m.t.              |
| 10e              | Maxime Vantomme    | Belgique         | Roubaix Métropole européenne de Lille | m.t.              |
| modifier         |                    |                  |                                       |                   |

### Classements annexes
| Classement de la montagne | Classement de la montagne | Classement de la montagne | Classement de la montagne | Classement de la montagne |
| ------------------------- | ------------------------- | ------------------------- | ------------------------- | ------------------------- |
|                           | Coureur                   | Pays                      | Équipe                    | Point(s)                  |
| 1er                       | Iltjan Nika               | Albanie                   | D'Amico Bottecchia        | 10 points                 |
| 2e                        | Pierre Gouault            | France                    | HP BTP-Auber 93           | 6 pts                     |
| 3e                        | Kenny Elissonde           | France                    | FDJ                       | 5 pts                     |
| modifier                  |                           |                           |                           |                           |

| Classement des sprints | Classement des sprints | Classement des sprints | Classement des sprints | Classement des sprints |
| ---------------------- | ---------------------- | ---------------------- | ---------------------- | ---------------------- |
|                        | Coureur                | Pays                   | Équipe                 | Point(s)               |
| 1er                    | Nans Peters            | France                 | Équipe de France       | 13 points              |
| 2e                     | Iltjan Nika            | Albanie                | D'Amico Bottecchia     | 11 pts                 |
| 3e                     | Pierre Gouault         | France                 | HP BTP-Auber 93        | 3 pts                  |
| modifier               |                        |                        |                        |                        |

### UCI Europe Tour
Ce Grand Prix de Plumelec-Morbihan attribue des points pour l'UCI Europe Tour 2015, par équipes seulement aux coureurs des équipes continentales professionnelles et continentales, individuellement à tous les coureurs sauf ceux faisant partie d'une équipe ayant un label WorldTeam.
| Position           | 1er | 2e | 3e | 4e | 5e | 6e | 7e | 8e | 9e | 10e | 11e | 12e | 13e à 15e | 16e à 25e |
| Classement général | 125 | 85 | 70 | 60 | 50 | 40 | 35 | 30 | 25 | 20  | 15  | 10  | 5         | 3         |

## Liste des participants
- Liste de départ complète

| Légende | Légende                                                                            | Légende | Légende                                                    |
| ------- | ---------------------------------------------------------------------------------- | ------- | ---------------------------------------------------------- |
| Num     | Dossard de départ porté par le coureur sur ce Grand Prix de Plumelec-Morbihan 2016 | Pos     | Position à l'arrivée de la course                          |
|         | Indique un maillot de champion national ou mondial, suivi de sa spécialité         | NP      | Indique un coureur qui n'a pas pris le départ de la course |
| AB      | Indique un coureur qui n'a pas terminé la course                                   | HD      | Indique un coureur qui a terminé la course hors des délais |

| AG2R La Mondiale ALM | AG2R La Mondiale ALM    | AG2R La Mondiale ALM |
| -------------------- | ----------------------- | -------------------- |
| Num                  | Coureur                 | Pos                  |
| 1                    | Alexis Vuillermoz (FRA) | 2e                   |
| 2                    | Mikaël Cherel (FRA)     | 70e                  |
| 3                    | Sébastien Turgot (FRA)  | AB                   |
| 4                    | Cyril Gautier (FRA)     | 56e                  |
| 5                    | Alexis Gougeard (FRA)   | AB                   |
| 6                    | Pierre Latour (FRA)     | 72e                  |
| 7                    | Christophe Riblon (FRA) | 71e                  |
| 8                    | Samuel Dumoulin (FRA)   | 1re                  |

| FDJ | FDJ                      | FDJ |
| --- | ------------------------ | --- |
| Num | Coureur                  | Pos |
| 11  | Kenny Elissonde (FRA)    | 33e |
| 12  | Matthieu Ladagnous (FRA) | 4e  |
| 13  | Johan Le Bon (FRA)       | 55e |
| 14  | Jérémy Maison (FRA)      | AB  |
| 15  | Laurent Pichon (FRA)     | 44e |
| 16  | Cédric Pineau (FRA)      | AB  |
| 17  | Kévin Réza (FRA)         | 59e |
| 18  | Arthur Vichot (FRA)      | 3e  |

| Caja Rural-Seguros RGA CJR | Caja Rural-Seguros RGA CJR | Caja Rural-Seguros RGA CJR |
| -------------------------- | -------------------------- | -------------------------- |
| Num                        | Coureur                    | Pos                        |
| 21                         | José Gonçalves (POR)       | 13e                        |
| 22                         | Miguel Ángel Benito (ESP)  | AB                         |
| 23                         | Ricardo Vilela (POR)       | 69e                        |
| 24                         | Jonathan Lastra (ESP)      | 36e                        |
| 25                         | Ángel Madrazo (ESP)        | 14e                        |
| 26                         | Sergio Pardilla (ESP)      | 39e                        |
| 27                         | Antonio Molina (ESP)       | 53e                        |
| 28                         | Hugh Carthy (GBR)          | 51e                        |

| Cofidis COF | Cofidis COF             | Cofidis COF |
| ----------- | ----------------------- | ----------- |
| Num         | Coureur                 | Pos         |
| 31          | Yoann Bagot (FRA)       | 49e         |
| 32          | Nicolas Edet (FRA)      | 11e         |
| 33          | Arnold Jeannesson (FRA) | 79e         |
| 34          | Luis Ángel Maté (ESP)   | 21e         |
| 35          | Rudy Molard (FRA)       | 54e         |
| 36          | Romain Hardy (FRA)      | 65e         |
| 37          | Anthony Turgis (FRA)    | 5e          |
| 38          | Jérôme Cousin (FRA)     | AB          |

| Topsport Vlaanderen-Baloise TSV | Topsport Vlaanderen-Baloise TSV | Topsport Vlaanderen-Baloise TSV |
| ------------------------------- | ------------------------------- | ------------------------------- |
| Num                             | Coureur                         | Pos                             |
| 41                              | Jonas Rickaert (BEL)            | 75e                             |
| 42                              | Otto Vergaerde (BEL)            | 46e                             |
| 43                              | Moreno De Pauw (BEL)            | AB                              |
| 44                              | Stijn Steels (BEL)              | 94e                             |
| 45                              | Dries Van Gestel (BEL)          | 37e                             |
| 46                              | Thomas Sprengers (BEL)          | 28e                             |
| 47                              | Kenny De Ketele (BEL)           | 86e                             |
| 48                              | Sander Helven (BEL)             | 93e                             |

| Delko-Marseille Provence-KTM DMP | Delko-Marseille Provence-KTM DMP | Delko-Marseille Provence-KTM DMP |
| -------------------------------- | -------------------------------- | -------------------------------- |
| Num                              | Coureur                          | Pos                              |
| 51                               | Rémy Di Grégorio (FRA)           | 90e                              |
| 52                               | Romain Combaud (FRA)             | 43e                              |
| 53                               | Delio Fernández (ESP)            | AB                               |
| 54                               | Quentin Pacher (FRA)             | 8e                               |
| 55                               | Christophe Laborie (FRA)         | 57e                              |
| 56                               | Yannick Martinez (FRA)           | 20e                              |
| 57                               | Julien El Fares (FRA)            | 60e                              |
| 58                               | Fredrik Strand Galta (NOR)       | 95e                              |

| Fortuneo-Vital Concept FVC | Fortuneo-Vital Concept FVC | Fortuneo-Vital Concept FVC |
| -------------------------- | -------------------------- | -------------------------- |
| Num                        | Coureur                    | Pos                        |
| 61                         | Pierrick Fédrigo (FRA)     | 50e                        |
| 62                         | Brice Feillu (FRA)         | 41e                        |
| 63                         | Armindo Fonseca (FRA)      | 58e                        |
| 64                         | Francis Mourey (FRA)       | 26e                        |
| 65                         | Pierre-Luc Périchon (FRA)  | 66e                        |
| 66                         | Florian Vachon (FRA)       | 18e                        |
| 67                         | Anthony Delaplace (FRA)    | 32e                        |
| 68                         | Franck Bonnamour (FRA)     | 88e                        |

| Direct Énergie DEN | Direct Énergie DEN       | Direct Énergie DEN |
| ------------------ | ------------------------ | ------------------ |
| Num                | Coureur                  | Pos                |
| 71                 | Bryan Coquard (FRA)      | 64e                |
| 72                 | Lilian Calmejane (FRA)   | 29e                |
| 73                 | Jérémy Cornu (FRA)       | AB                 |
| 74                 | Fabien Grellier (FRA)    | 42e                |
| 75                 | Romain Guillemois (FRA)  | AB                 |
| 76                 | Bryan Nauleau (FRA)      | 63e                |
| 77                 | Guillaume Thévenot (FRA) | AB                 |

| D'Amico Bottecchia AZT | D'Amico Bottecchia AZT  | D'Amico Bottecchia AZT |
| ---------------------- | ----------------------- | ---------------------- |
| Num                    | Coureur                 | Pos                    |
| 81                     | Francesco Baldi (ITA)   | 98e                    |
| 82                     | Giorgio Bocchiola (ITA) | AB                     |
| 83                     | Paolo Ciavatta (ITA)    | 62e                    |
| 84                     | Nicola Genovese (ITA)   | 82e                    |
| 85                     | Davide Leone (ITA)      | 84e                    |
| 86                     | Iltjan Nika (ALB)       | 92e                    |
| 87                     | Marco Tizza (ITA)       | 7e                     |
| 88                     | Fabio Tommassini (ITA)  | 61e                    |

| Armée de Terre ADT | Armée de Terre ADT    | Armée de Terre ADT |
| ------------------ | --------------------- | ------------------ |
| Num                | Coureur               | Pos                |
| 91                 | Yoann Barbas (FRA)    | AB                 |
| 92                 | Bruno Armirail (FRA)  | 81e                |
| 93                 | Kévin Lebreton (FRA)  | 17e                |
| 94                 | Romain Le Roux (FRA)  | 45e                |
| 95                 | Yann Guyot (FRA)      | 12e                |
| 96                 | Jérôme Mainard (FRA)  | 35e                |
| 97                 | Clément Penven (FRA)  | 38e                |
| 98                 | Benjamin Thomas (FRA) | 40e                |

| Euskadi Basque Country-Murias EUS | Euskadi Basque Country-Murias EUS | Euskadi Basque Country-Murias EUS |
| --------------------------------- | --------------------------------- | --------------------------------- |
| Num                               | Coureur                           | Pos                               |
| 101                               | Garikoitz Bravo (ESP)             | 22e                               |
| 102                               | Mikel Iturria (ESP)               | AB                                |
| 103                               | Pello Olaberria (ESP)             | 99e                               |
| 104                               | Adrián González (ESP)             | 87e                               |
| 105                               | Mikel Bizkarra (ESP)              | 34e                               |
| 106                               | Aitor González Prieto (ESP)       | 25e                               |
| 107                               | Imanol Estévez (ESP)              | 47e                               |
| 108                               | Gotzon Udondo (ESP)               | AB                                |

| HP BTP-Auber 93 AUB | HP BTP-Auber 93 AUB       | HP BTP-Auber 93 AUB |
| ------------------- | ------------------------- | ------------------- |
| Num                 | Coureur                   | Pos                 |
| 111                 | Flavien Dassonville (FRA) | 48e                 |
| 112                 | Julien Guay (FRA)         | 15e                 |
| 113                 | Pierre Gouault (FRA)      | 80e                 |
| 114                 | Guillaume Levarlet (FRA)  | 31e                 |
| 115                 | Anthony Maldonado (FRA)   | 74e                 |
| 116                 | Alo Jakin (EST)           | 24e                 |
| 117                 | Théo Vimpère (FRA)        | 16e                 |
| 118                 | César Bihel (FRA)         | 83e                 |

| GM Europa Ovini GME | GM Europa Ovini GME       | GM Europa Ovini GME |
| ------------------- | ------------------------- | ------------------- |
| Num                 | Coureur                   | Pos                 |
| 121                 | Ivan Balykin (RUS)        | 77e                 |
| 122                 | Federico Burchio (ITA)    | AB                  |
| 123                 | Filippo Fortin (ITA)      | AB                  |
| 124                 | José Márquez Romero (ESP) | AB                  |
| 125                 | Davide Pacchiardo (ITA)   | AB                  |
| 126                 | Matteo Rotondi (ITA)      | 96e                 |
| 127                 | Federico Borella (ITA)    | 76e                 |

| Roubaix Métropole européenne de Lille RLM | Roubaix Métropole européenne de Lille RLM | Roubaix Métropole européenne de Lille RLM |
| ----------------------------------------- | ----------------------------------------- | ----------------------------------------- |
| Num                                       | Coureur                                   | Pos                                       |
| 131                                       | Julien Antomarchi (FRA)                   | 6e                                        |
| 132                                       | Maxime Vantomme (BEL)                     | 10e                                       |
| 133                                       | Dieter Bouvry (BEL)                       | AB                                        |
| 134                                       | Jérémy Leveau (FRA)                       | AB                                        |
| 135                                       | Félix Pouilly (FRA)                       | 89e                                       |
| 137                                       | Jimmy Turgis (FRA)                        | 27e                                       |
| 138                                       | Rudy Barbier (FRA)                        | AB                                        |

| Start Vaxes-Partizan STF | Start Vaxes-Partizan STF | Start Vaxes-Partizan STF |
| ------------------------ | ------------------------ | ------------------------ |
| Num                      | Coureur                  | Pos                      |
| 141                      | René Corella (MEX)       | AB                       |
| 142                      | Konrad Tomasiak (POL)    | 85e                      |
| 143                      | Rolly Weaver (USA)       | AB                       |
| 144                      | José Mojica (CUB)        | AB                       |
| 145                      | Daniel Quicibal (GUA)    | AB                       |
| 147                      | Matthias Van Aken (BEL)  | AB                       |
| 148                      | Ivan Stević (SER)        | 97e                      |

| Differdange-Losch CCD | Differdange-Losch CCD   | Differdange-Losch CCD |
| --------------------- | ----------------------- | --------------------- |
| Num                   | Coureur                 | Pos                   |
| 151                   | Tiago da Silva (LUX)    | AB                    |
| 152                   | Ivan Centrone (LUX)     | 67e                   |
| 153                   | Pontus Kastemyr (SWE)   | AB                    |
| 154                   | Jan Petelin (LUX)       | AB                    |
| 155                   | Cédric Raymackers (BEL) | 78e                   |
| 156                   | Serge Dewortelaer (BEL) | 68e                   |
| 157                   | Jānis Dakteris (LAT)    | 52e                   |

| Équipe de France FRA | Équipe de France FRA         | Équipe de France FRA |
| -------------------- | ---------------------------- | -------------------- |
| Num                  | Coureur                      | Pos                  |
| 161                  | Benoît Cosnefroy (FRA)       | 19e                  |
| 162                  | David Gaudu (FRA)            | 9e                   |
| 163                  | Axel Journiaux (FRA)         | AB                   |
| 164                  | Valentin Madouas (FRA)       | 30e                  |
| 165                  | Justin Mottier (FRA)         | 91e                  |
| 166                  | Aurélien Paret-Peintre (FRA) | 23e                  |
| 167                  | Nans Peters (FRA)            | 73e                  |
| 168                  | Paul Sauvage (FRA)           | AB                   |